# Alexandru Lăpușneanul (nuvelă)
Alexandru Lăpușneanul este o nuvelă scrisă de Costache Negruzzi și publicată în anul 1840, în primul număr al revistei  ieșene Dacia Literară. Acțiunea se desfășoară în timpul celei de-a doua domnii a lui Alexandru Lăpușneanu în Moldova.
Este prima nuvelă romantică de inspirație istorică din literatura română, iar în opinia lui Alexandru Odobescu este o capodoperă a speciei și un model pentru autorii care au cultivat-o ulterior.

## Structura operei
Nuvela este structurată pe patru capitole, fiecare purtând câte un motto cu rol rezumativ și care constituie replici memorabile ale personajelor:
- Capitolul I: „Dacă voi nu mă vreți, eu vă vreu...” - răspunsul dat de Lăpușneanul boierilor care îi ceruseră să se întoarcă de unde a venit pentru că nu este dorit de populație.
- Capitolul al II-lea: „Ai să dai samă, Doamnă!” - Amenințarea soției unui boier ucis de Lăpușneanu adresată doamnei Ruxanda.
- Capitolul al III-lea: „Capul lui Moțoc vrem” - cererea de răzbunare a mulțimii poporului care consideră că Moțoc este vinovat pentru toate nemulțumirile.
- Capitolul al IV-lea: „De mă voi scula, pre mulți am să popesc și eu...” - amenințarea rostită de Lăpușneanul care fusese călugărit și pierduse puterea domnească.

## Rezumat

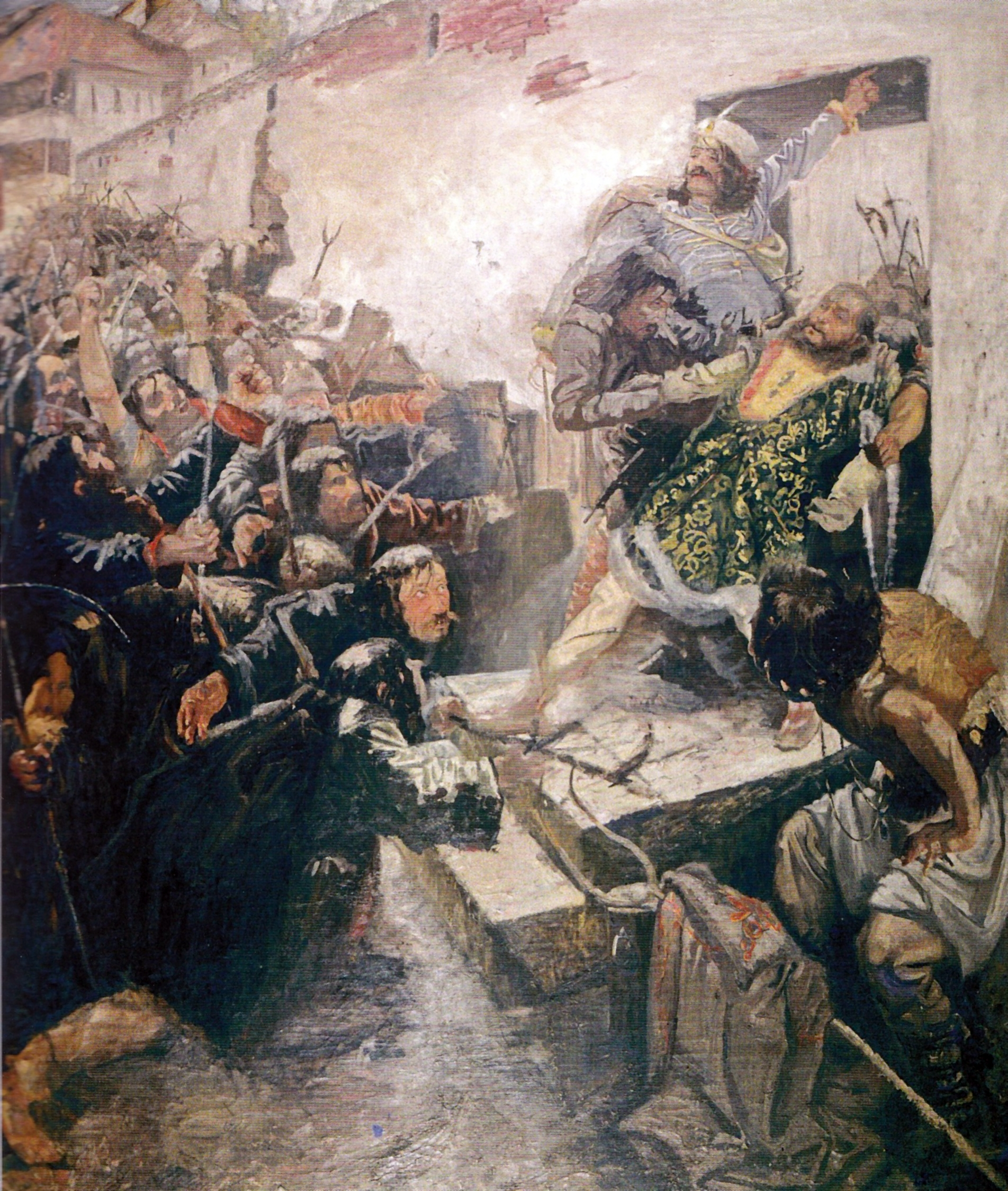
Capul lui Moțoc vrem - de Apcar Baltazar

Alexandru Lăpușneanul intră în Moldova cu o armată turcească, hotărât să-și recupereze tronul. Pe drum primește o solie compusă din patru boieri, Veveriță, Moțoc, Spancioc și Stroici, care încearcă să-l convingă că țara este mulțumită cu actualul domnitor, Ștefan Tomșa. Alexandru Lăpușneanul refuză să se întoarcă din drum și le dă de înțeles că va face tot ce-i stă în putință să slăbească puterea boierilor după ce va fi luat țara în primire. Mâhniți, toți boierii, mai puțin Moțoc, pleacă, iar acesta încearcă să-l convingă pe Lăpușneanul să vină în țară fără armată, pentru a aprecia singur situația țării. Simțind capcana, acesta râde de încercarea lui Moțoc, spunându-i că-l va cruța când va prelua țara, deoarece va avea nevoie de un „intrigant” ca să țină boierii în frâu.
Auzind de venirea lui, voievodul Ștefan Tomșa fuge în Țara Românească, iar Lăpușneanu este primit cu nădejde și încredere de popor. Din postura de domnitor acesta pornește să sărăcească boierii și să-i omoare la cea mai mică provocare. Moțoc, ajuns vornic, se folosește de nepăsarea lui Vodă pentru a mări taxele. Boierii apelează la soția lui, doamna Ruxanda, care încearcă să-l convingă să înceteze să omoare, amintindu-i de viața de apoi, dar fără succes.
Ca să scape într-un final de amenințarea boierilor, noul domnitor îi cheamă la un praznic, sub pretext de împăcare și pune gărzile să-i omoare. Ulterior pune să li se taie capetele și să fie așezate pe o masă. Mulțimea se adună afară furioasă și-l cere pe Moțoc drept ofrandă, cerere pe care domnitorul le-o satisface fără ezitare. Apoi o aduce pe soția sa în sala măcelului, ca „leac de frică”, dar aceasta leșină. Singurii care scapă sunt cei doi boieri tineri, Spancioc și Stroici, care fug și trec Nistrul.
Patru ani mai târziu, Alexandru Lăpușneanul îi face pe plac doamnei Ruxanda și nu mai omoară, doar schingiuie. El încearcă să-i prindă pe cei doi boieri fugari (Spancioc și Stroici), fără succes însă, și, în așteptarea unui atac, întărește cetatea Hotinului, unde se îmbolnăvește de febră tifoidă și e bântuit de cruzimea sa din trecut. Alexandru îl cheamă pe mitropolitul Teofan, își cere iertare și cere să fie călugărit înainte de moarte. Când este cuprins de un leșin care îl lasă rece și rigid, preoții, crezându-l mort, îl călugăresc sub numele de Paisie și-l numesc domnitor pe fiul lui minor, Bogdan. Auzind acestea, Spancioc și Stroici se întorc în țară.
La trezire, Lăpușneanul este cuprins de furie aflând faptele mitropolitului și-l dă afară din cameră. Cei doi boieri, care stăteau la ușă, o conving pe Ruxanda că Lăpușneanul vrea să-l omoare pe Bogdan și o conving să-l otrăvească. Tot cei doi, Spancioc și Stroici, îl veghează pe Alexandru când acesta își dă duhul.

## Personaje
- Alexandru Lăpușneanul

Este personajul eponim al operei, statut care îi relevă importanța. Proiecție romantică a unei figuri istorice reale, Alexandru Lăpușneanul este un personaj static, încrâncenat, până la sfârșit, în teribila lupta împotriva boierilor.
Personaj principal a cărui voință domină destinele supușilor, acesta reprezintă tipul Tiranului crud și violent, care încalcă orice principii religioase și morale, în scopul de a-și păstra puterea.
Cuvintele proprii îl caracterizează ca pe un om hotărât („Dacă voi nu mă vreți, eu vă vreu...”), lucid și prevăzător care nu acceptă să renunțe la oastea străină, gândindu-se că boierii îl vor trăda din nou. 
Alteori, felul în care vorbește îi relevă viclenia și prefăcătoria. Așa se întâmplă în scena cuvântării de la mitropolie, când se preface că regretă ceea ce a făcut: „m-am arătat cumplit, rău, vărsând sângele multora. Unul Dumnezeu știe de nu mi-a părut rău și de nu mă căiesc de aceasta”. În aceeași zi, după uciderea boierilor, când mulțimea cere capul lui Moțoc, acesta speră că Vodă îl va salva, punând tunurile să tragă în acea gloată de „proști”. Răspunsul lui Lăpușneanul („Proști, dar mulți”) îi atestă inteligența și calitățile de bun psiholog, întrucât astfel scapă de boierul intrigant și-și atrage poporul.
Unele atitudini ale voievodului scot în evidență alte trăsături. Sfătuit să facă drumul înapoi, căci țara nu-l vrea, Lăpușneanul abia își stăpânește impulsivitatea, punând mâna pe buzdugan (pentru a-l lovi pe sol), tot așa cum gestul de a apuca jungherul devine reflex. În această scenă, ochii care „scâteiară ca un fulger”, mușchii feței, care „i se suceau” și râsul sinistru arată un om violent care-i îngheață pe cei din jur. Elocventă în acest caz este scena măcelului: „El râdea, iar Moțoc, silindu-se a râde ca să placă stăpânului, simțea părul zburlindu-i-se pe cap și dinții săi clănțănind”.
Cruzimea constituie dominanta trăsăturilor acestui om și aceasta este vizibilă nu doar în scena menționată, ci mereu. Atunci când face el însuși piramida de capete, Lăpușneanul nici nu tresare, apoi se spală pe mâini (gest care îi arată cinismul) și o cheamă pe soția sa.
Nicolae Iorga explica actele acestui domnitor prin faptul că el avea „sufletul unui bolnav ce-și află alinarea unei suferințe  tainice, numai la vederea și auzul suferinței altora”.
Din tipologia romantică, el se încadrează în tipologia demonilor. Pentru a-și realiza răzbunarea, demonul are nevoie de o punere în scenă grandioasă: arderea cetăților, capetele tăiate puse la poarta palatului, măcelul de la ospăț, piramida de capete, sunt tot atâtea elemente ale „recuzitei” sale.
- Doamna Ruxanda

Este personaj secundar, deorece se regăsește numai în unele episoade ale acțiunii. De asemenea, ea pune în evidență, prin antiteză, aspectele negative din firea crudului ei soț.
Portretul pe care autorul i-l face doamnei, în capitolul al doilea, îi reliefează descendența nobilă și frumusețea: fiică a domnitorului moldovean Petru Rareș, Ruxanda „era îmbrăcată cu toată pompa cuvenită unei soții, fiice și surori de domn”. Pe chipul ei mândru se citea însă o tristețe adâncă pricinuită de soarta ei vitregă: „Ea însă era tristă și tânjitoare, ca floarea expusă arșiței soarelui ce nu are nimică s-o umbrească”.
Din cuvintele pe care i le adresează temutului ei soț, reies bunătatea și compasiunea față de cei aflați în suferință. Astfel, întrebată fiind care este pricina pentru care și-a lăsat lucrul, blânda doamnă invocă „lacrimile jupâneselor văduve care se varsă la ușa mea”. 
Atitudinile și faptele doamnei Ruxanda o caracterizează ca pe o ființă sensibilă (care leșină atunci când vede piramida de capete), dar și hotărâtă să-i apere pe cei bătuți de soartă.
Prizonieră a unui spațiu întunecat (palatul voievodal) străjuit de capetele celor uciși, Ruxanda pare a fi un înger căzut în Infern. Pentru a se salva și, mai ales, pentru a-și mântui fiul de moarte, blânda doamnă acceptă „rolul” care i se dă: ea va deveni „mâna” pedepsitoare a destinului.
- Vornicul Moțoc

Este un boier „învechit în rele” (cum îl caracterizează chiar voievodul) și un trădător care l-a părăsit pe domitor, atunci când îi era greu (în prima domnie), procedând la fel și cu Tomșa - Vodă. Laș și slugarnic, acceptă să rămână alături de Lăpușneanul (căruia îi sărută mâna „asemenea câinelui care, în loc să muște, linge mâna care-l bate”). Necruțător în strângerea birurilor, este urât de oamenii din popor, care îl vor ucide.
Personaj secundar, Moțoc reprezintă tipului lașului perfid, care face orice pentru a intra în grațiile stăpânului.
- Mulțimea

Apare ca personaj colectiv, în capitolul al treilea. Fragmentul constituie prima scenă de masă din literatura română, caracterizată prin uniformizarea tuturor figurilor. Într-un tablou vizual și auditiv, autorul surprinde momentul de derută al mulțimii („Prostimea rămase cu gura căscată”), vocile răzlețe unindu-se apoi într-un singur glas: „Capul lui Moțoc vrem!”. În acestă scenă, substantivul colectiv „prostimea”, căruia i se adaugă verbele la singular numind acțiunile gloatei („rămase”, „nu se aștepta”, „venise”, „vrea”, „începu”) omogenizează figurile (ca și când ar fi una singură)